# Viohalco
Viohalco S.A. (грец. Βιοχάλκο Α.Ε.) (Viomichania Chalkou kai Alouminiou Company) — корпорація грецької важкої промисловості, створена в 1937 році, дебютувала на Афінській фондовій біржі в 1947 році і входить до індексу FTSE / Athex Large Cap..
Компанія складається з десятків різних компаній, що займаються виробництвом металів, торгівлею сталлю та алюмінієм. Її президент, Нікос Стасінопулос, є одним з найбагатших бізнесменів Греції. Масштаб цієї корпорації видно в тому, що 7 відсотків експорту Греції здійснюється нею. Загальний обсяг продажів Viohalco за 2006 рік склав близько 2,5 мільярдів євро, з прибутком у розмірі 298 мільйонів євро — на 68 відсотків більше, ніж у попередньому році (прибутки від продажу з січня по вересень 2006 року).
Viohalco активно інвестувала в Румунію, Болгарію та Велику Британію. Серед публічно заявлених планів компанії — розвиток операцій в Росії і Сербії і будівництво енергетичного заводу на материковій Греції на початку 2010 року. Viohalco — великий власник землі в Греції і на Балканах.
У 2013 році Viohalco перенесла свою штаб-квартиру з Афін до Брюсселя. 22 листопада 2013 року вона почала котируватися на Euronext Brussels.